# Nippononethes nishikawai
Nippononethes nishikawai är en kräftdjursart som först beskrevs av Nunomura1990.  Nippononethes nishikawai ingår i släktet Nippononethes och familjen Trichoniscidae. Inga underarter finns listade i Catalogue of Life.